# Muñeca (anatomía)
En anatomía humana, la muñeca es la articulación que une los huesos cúbito y radio al carpo, es decir, el antebrazo y la mano.
Considerada en conjunto, es una articulación condílea, pues permite realizar movimientos en un eje transversal y en un eje anteroposterior. Efectuará movimientos de flexión y extensión en el primero de los ejes, y movimientos de inclinación radial o cubital en el segundo de los ejes. De la suma de los movimientos en torno a esos ejes, se puede realizar la circunducción. No es posible realizar rotación.
En realidad está compuesta por tres articulaciones:

## Articulación de la cámara proximal de la muñeca o radiocarpiana
Las superficies óseas son, por arriba, el radio y un disco articular que se encuentra entre el cúbito y el carpo, y por abajo, el escafoides, el semilunar y el piramidal. La articulación está reforzada por la «cápsula articular» y ligamentos laterales, anterior y posterior. Es una condílea morfológica y funcional.

## Articulación externa de la cámara distal de la muñeca
Las superficies óseas son, por arriba, escafoides, y por abajo, el trapecio y el trapezoide. La articulación está reforzada por la cápsula articular y ligamentos laterales, anterior y posterior. Es una «doble artrodia» morfológica y una condílea funcional.

## Articulación interna de la cámara distal de la muñeca
Las superficies óseas son, por arriba: el escafoides, el semilunar, piramidal y pisiforme, por debajo en la segunda hilera: Grande y Ganchoso. Es una articulación móvil de tipo diartrosis, condilartrosis, compuesta.